# Wdowieństwo
Wdowieństwo (stan wdowi) – sytuacja emocjonalna i prawna pozostałego przy życiu małżonka po śmierci drugiego małżonka. Kobieta po śmierci męża to wdowa, a mężczyzna po śmierci żony to wdowiec.
W kulturze obraz wdowieństwa kojarzony jest z krótszą lub dłuższą żałobą noszoną po zmarłym małżonku. Jej symbolem jest czarny ubiór. W niektórych kulturach dawniej znany był zwyczaj samobójstwa wdowy: wspólne spalenie na stosie razem ze zwłokami męża podczas jego pochówku (np. sati w Indiach.) 
Przy badaniu historii rodzinnej (por. genealogia) można dostrzec prawidłowość, że nowe małżeństwo zawierane było dawniej bardzo szybko (najczęściej kilka miesięcy) po śmierci poprzedniego małżonka. Często było to spowodowane koniecznością odchowania dzieci, pracy na roli lub prowadzenia interesów gospodarczych.
Współcześnie, z przejściem w stan wdowi (owdowienie) wiąże się, poza samym pochówkiem, również konieczność uregulowania ostatnich spraw po zmarłym małżonku (niektóre zobowiązania zmarłego) oraz spraw spadkowych.